# Caroline Brunet
Caroline Brunet (* 20. März 1969 in Québec) ist eine ehemalige kanadische Kanutin. Sie gewann zwei olympische Silbermedaillen, eine olympische Bronzemedaille und zehn Weltmeistertitel.

## Sportliche Karriere
Brunet gehörte ab 1987 zum kanadischen Nationalteam. Bei den Olympischen Spielen 1988 in Seoul schied sie sowohl über 500 Meter im Einer-Kajak und auch im Vierer-Kajak vorzeitig aus. Vier Jahre später erreichte sie bei den Olympischen Spielen 1992 in Barcelona in beiden Disziplinen das Finale. Im Einer-Kajak belegte sie den siebten Platz, im Vierer erreichte sie zusammen mit Alison Herst, Klara MacAskill und Kevyn Stafford den sechsten Platz.
Ihre erste internationale Medaille gewann sie bei den Weltmeisterschaften 1993, als sie über 500 Meter im Einer Bronze hinter der Deutschen Birgit Schmidt und der Schwedin Anna Olsson erkämpfte. 1994 in Mexiko-Stadt gewann sie im Einer auf der neuen 200-Meter-Strecke Bronze hinter der Ungarin Rita Kőbán und Anna Olsson. Der kanadische Vierer mit Caroline Brunet, Klara MacAskill, Alison Herst und Corrina Kennedy gewann auf der 200-Meter-Strecke Bronze hinter den Ungarinnen und den Deutschen. Bei den Weltmeisterschaften 1995 in Duisburg gewann Brunet hinter Rita Kőbán im Einer sowohl über 200 Meter als auch über 500 Meter Silber. Der kanadische Vierer mit Brunet, Kennedy, Herst und Marie Josée Gibeau siegte über 200 Meter vor den Deutschen und den Schwedinnen. Die 200-Meter-Strecke stand bei den Olympischen Spielen 1996 in Atlanta nicht auf dem Programm. Im Einer über 500 Meter siegte Rita Kőbán mit 0,2 Sekunden Vorsprung vor Caroline Brunet, dahinter gewann die Italienerin Josefa Idem Bronze.
Bei den Weltmeisterschaften 1997 im kanadischen Dartmouth stand erstmals die 1000-Strecke auf dem Programm für Frauen. Vor heimischem Publikum gewann Caroline Brunet die Einzelwettbewerbe über 200, 500 und 1000 Meter jeweils vor Josefa Idem. 1998 in Szeged siegte Caroline Brunet über 200 Meter vor Josfa Idem und über 500 Meter vor der Australierin Katrin Borchert. Über 1000 Meter siegte Idem vor Brunet und Borchert. Bei den Weltmeisterschaften 1999 in Mailand gewann Caroline Brunet die drei Einzelstrecken wie 1997 jeweils vor Josefa Idem. Im Zweier-Kajak siegten über 500 Meter die Polinnen Beata Sokolowska und Aneta Pastuszka vor Caroline Brunet und Karen Furneaux. Für die Kanutinnen stand bei den Olympischen Spielen 2000 in Sydney wie vier Jahre zuvor nur die 500-Meter-Strecke auf dem Programm. Im Einer siegte Josefa Idem mit 0,8 Sekunden Vorsprung vor Caroline Brunet. Zusammen mit Karen Furneaux belegte sie den fünften Platz im Zweier.
Nach einem medaillenlosen Jahr 2001 gewann Brunet bei den Weltmeisterschaften 2002 in Sevilla im Einer über 200 Meter Silber hinter der Spanierin Maria Teresa Portelo und über 500 Meter Silber hinter der Ungarin Katalin Kovács. 2003 bei den Weltmeisterschaften in Gainesville erhielt Caroline Brunet noch einmal einen vollen Medaillensatz. Über 200 Meter gewann sie im Einer vor Maria Teresa Portelo, über 500 Meter erkämpfte sie Silber hinter Katalin Kovács. Zusammen mit Mylanie Barré gewann sie im Zweier über 1000 Meter Bronze hinter den Ungarinnen und den Deutschen. Zum Abschluss ihrer Karriere nahm Caroline Brunet 2004 an den Olympischen Spielen in Athen teil, immer noch standen für die Frauen nur die Wettbewerbe über 500 Meter auf dem Programm. Im Einer gewann Brunet hinter der Ungarin Natasa Janics und Josefa Idem noch einmal Bronze. Im Zweier belegte sie zusammen mit Mylanie Barré den siebten Platz.

## Ehrungen
Als erste Kanutin überhaupt erhielt Caroline Brunet 1999 die Lou Marsh Trophy für die beste Sportlerin/den besten Sportler Kanadas. 2004 gewann Adam van Koeverden als zweiter Kanusportler die Trophy.
Bei der Eröffnungsfeier der Olympischen Spiele 2000 in Sydney trug Caroline Brunet die Fahne Kanadas ins Stadion.
Fünf Jahre nach dem Ende ihrer Karriere wurde Caroline Brunet 2009 in die Hall of Fame des kanadischen Sports und ins Panthéon des Sports du Québec aufgenommen. Seit 2010 ist sie auch in der Canadian Olympic Hall of Fame.